# Badboll
En badboll är en uppblåsbar boll i mjuk plast som framför allt används som badleksak. Eftersom den innehåller luft, flyter den på vattenytan.
Den första badbollen anses allmänt ha lanserats av Jonathon DeLonge 1938. Badbollar är ofta stora och gjorda för att fångas med båda händerna.
Många badbollar är gjorda i olika färger. Andra är utformade som jordglober. Badbollar har på senare år används i många reklamkampanjer, där stora företag trycker upp sina logotyper på bollen i fråga. Den användes också i Galenskaparnas sång Pål har köpt en badboll.